# ماجد الشطي
ماجد محمد الشطي (1942 - )؛ مذيع كويتي، ويعد من الإعلاميين الكويتيين الروّاد.

## حياته الاعلامية
دخل الإذاعة والتلفزيون في عام 1964 متعاونًا، ثم انتقل إلى وزارة الإعلام رسميًا في عام 1967، وتدرّج في عمله، حتى أصبح رئيس قسم المذيعين ثم مراقبًا ثم مدير إدارة مذيعي الأخبار ثم مستشارًا إلى أن تقاعد في العقد الثاني من القرن العشرين، ليتفرغ إلى عمله مدربًا في دورات الإذاعة والتلفزيون، وهو الثاني ترتيبًا في سجل نادي المدربين الإعلاميين الكويتيين. كان المرافق الإعلامي لأمراء دولة الكويت الشيخ جابر الأحمد الجابر الصباح، والشيخ سعد العبد الله السالم الصباح، والشيخ صباح الأحمد الجابر الصباح.

## جوائز وتكريمات
في 12 يوليو 2017، كُرّم من قبل الأمانة العامة لجامعة الدول العربية، بشخص الأمين العام أحمد أبو الغيط، بجائزة التميز الإعلامي في مجال الإذاعة المسموعة تقديرًا لإسهاماته وإنجازاته في المجال الإعلامي، وذلك في الدورة الثانية ليوم الإعلام العربي، على هامش أعمال الدورة العادية الثامنة والأربعين لمجلس وزراء الإعلام العرب.